# Östra Kroppedammen
Östra Kroppedammen är en sjö i Härryda kommun i Västergötland och ingår i Kungsbackaåns huvudavrinningsområde. Sjöns area är 0,009 kvadratkilometer och den befinner sig 55 meter över havet.